# Хапланов, Алексей Олегович
Алексей Олегович Хапланов (1 января 1960) — советский, российский спортсмен и тренер по современному пятиборью. Чемпион мира, Европы и Советского Союза. Заслуженный мастер спорта СССР, заслуженный тренер России по современному пятиборью. Генеральный директор Клуба современного пятиборья «Динамо-Москва», старший тренер ЦС «Динамо» по современному пятиборью. Главный тренер сборной России с 1996 по 2000 г.г. Старший тренер женской сборной команды России с 1996 по 2012 г.г. С 1997 г. по н/вр работает тренером в спортшколе «Северный» Москомспорта. Подполковник внутренних войск в запасе.

## Биография
Окончил в 1991 году Государственный центральный ордена Ленина институт физической культуры.
Заслуженный мастер спорта (современное пятиборье, 1991). Чемпион мира в команде (1983), двукратный чемпион Европы в команде и эстафете (1987), двукратный победитель Спартакиады народов СССР, (1983) лично и в команде, двукратный обладатель Кубка Европы лично (1980, 1984) и в команде (1980, 1985), чемпион мира среди юниоров лично (1980), трёхкратный чемпион мира среди юниоров в команде (1979, 1980, 1981), трёхкратный чемпион СССР, в команде (1982, 1983, 1987).
Заслуженный тренер России (1997). Подготовил : заслуженного мастера спорта, олимпийского чемпиона (2016), двукратного чемпиона мира в личном первенстве (2012, 2014) и двукратного в составе команды, чемпиона Европы в личном зачете (2014) и двукратного в составе команды и эстафеты, двукратного обладателя Кубка мира Лесуна Александра; заслуженного мастера спорта, десятикратную чемпионку мира среди юниоров, чемпионку мира в личном зачете (1997) и трехкратную в командном зачете (1993, 1996, 1999), двукратную обладательницу Кубка мира Елизавету Суворову; заслуженного мастера спорта, двукратную чемпионку мира в составе команды (2005, 2010), чемпионку Европы в личном первенстве (2007) и дважды в составе команды (2004, 2005), участницу Олимпиад 2008 и 2012 г.г. Гречишникову Евдокию; заслуженного мастера спорта, чемпионку мира (2010) и победительницу кубка мира в эстафете, участницу Олимпиады 2012 г. в Лондоне Хураськину Екатерину.
В сотрудничестве в бригаде (как её руководитель) с тренерами Т. Н. Чернецкой, А. Г. Зуевым, А. Б. Макушиным, А. Н. Федотовым, А. М. Шуваловым (всем было присвоено звание «Заслуженный тренер России»), подготовил : двукратную чемпионку мира в командном зачете (1999, 2005), чемпионку Европы в эстафете (1997, 2004, 2005) и команде (2004, 2005), пятикратную чемпионку России в личном зачете, участницу трех Олимпиад (2000, 2004,2008 г.г.), заслуженного мастера спорта Татьяну Муратову — обладательницу самой большой коллекции медалей чемпионатов мира и Европы в пятиборье (24); заслуженных мастеров спорта; многократных призеров и чемпионов мира в команде : серебряного призера в личном первенстве (2003), участницы ОИ 2004 в Афинах Олеси Величко, чемпиона мира в личном зачете 2010 г. и в составе команды 2011 г. Сергея Карякина, М.Колонину (1999), Т.Чернецкую (1993) , Л.Сироткину (2005), участницу ОИ 2004 г. в Афинах (за сборную Киргизии); мастеров спорта международного класса, чемпионов мира в командном зачете : Е. Фенину (1996), О. Трубинер (Мухортова) (1996), П.Стручкову (2010 , призеров чемпионатов мира С.Бурцева (2009) и Д.Стойкова (1999,2000), призера чемпионатов мира (2012) и Европы (2012, 2016, 2017) А.Савкина, многократного призера чемпионатов мира и Европы в команде, обладателя Кубка мира (2013), участника ОИ 2004 в Афинах Р. Сабирхузина, чемпионку Европы 2005 г. в личном и командном первенстве А.Садовникову, призера чемпионат Европы в команде (2017) А.Фахрутдинову. Всего спортсменами, подготовленными А. О. Хаплановым на чемпионатах мира и Европы завоевано 133 медали разного достоинства. Семь спортсменов 11 раз представляли Россию на олимпийских играх в период с 2000 по 2016 г.г (из 19).
Вице-президент Федерации современного пятиборья (1992—1996).
Главный тренер сборной команды России с 1996 по 2000 г.г. На олимпийских играх в Сиднее Дмитрий Сватковский стал олимпийским чемпионом в личном зачете.
Исполнительный директор федерации современного пятиборья России с 1996 по 2000 г.г..
Генеральный директор Клуба современного пятиборья «Динамо-Москва». Старший тренер ЦС «Динамо» по современному пятиборью.
Старший тренер женской сборной команды России в период с 1996 по 2012 г.г.
Представитель России в тренерском комитете Международного союза современного пятиборья (UIPM) с 2011 по 2016 г.г.. Награждён медалью ордена «За заслуги перед Отечеством» II степени (1998).
Заслуженный работник физической культура и спорта.
Благодарность Президента РФ (2017).

## Спортивные достижения
- Чемпион мира в команде (1983),
- двукратный чемпион Европы в команде и эстафете (1987),
- двукратный победитель Спартакиады народов СССР, (1983) лично и в команде,
- двукратный обладатель Кубка Европы лично (1980, 1984) и в команде (1980, 1985),
- чемпион мира среди юниоров лично (1980), бронзовый призер в личном первенстве (1981).
- трёхкратный чемпион мира среди юниоров в команде (1979, 1980, 1981),
- трёхкратный чемпион СССР, в команде (1982, 1983, 1987).
- На чемпионате мира 1987 года был запасным в сборной команде СССР.

## Звания и награды
- Мастер спорта СССР
- Мастер спорта СССР международного класса
- Заслуженный мастер спорта (современное пятиборье, 1991)
- Заслуженный тренер России (1997)
- медаль ордена "За заслуги перед Отечеством" II степени (1998).
- Заслуженный работник физической культуры Российской Федерации (2014).
- Благодарность Президента Российской Федерации